# Lauffener Neckarschlinge
Das Naturschutzgebiet Lauffener Neckarschlinge liegt auf dem Gebiet der Stadt Lauffen am Neckar im Landkreis Heilbronn in Baden-Württemberg.
Das Gebiet erstreckt sich südlich der Kernstadt Lauffen am Neckar. Nordwestlich des Gebietes fließt die Zaber und verläuft die Landesstraße L 1103, östlich fließt der Neckar, östlich und südöstlich verläuft die B 27 und südwestlich die L 2254.

## Bedeutung
Das 60,7 ha große Gebiet steht seit dem 17. März 1970 unter der Kenn-Nummer 1.028 unter Naturschutz.
Es handelt sich um
- eine vor ca. 6000 Jahren vom Neckar verlassene Talschlinge als erdgeschichtliches Denkmal;
- den ungewöhnlich reichen Pflanzenbestand in der naturnahen, größtenteils von Bruch- und Auwald bedeckten Talsohle
- den noch kaum veränderten Klebwald auf Muschelkalk mit der typischen Flora und Fauna.[1]